# Creation Research Society
La Creation Research Society (CRS, que traduït seria la Societat d'Investigació de la Creació) és un grup de recerca cristiana que es dedica a la ciència de la creació. L'organització ha produït diverses publicacions, inclòs un diari i un llibre de text de biologia basat en la creació. Durant els primers anys de la seva existència, diferents visions sobre el creacionisme i el desacord sobre la seva declaració de creences ha fet que diversos membres de la junta directiva i membres votants fossin expulsats de l'organització.

## Creences i principis declarats
La CRS va aprovar la següent declaració de la creença, obligatori per a tots els membres:
1. La Bíblia és la Paraula escrita de Déu, i perquè hi està inspirada, totes les seves afirmacions són històricament i científicament veritables en els autògrafs originals (N. del T.: en ser redactat per Ell, Déu). Per l'estudiós de la natura, això significa que el relat dels orígens en el Gènesi és una presentació de simples veritats històriques, de tal com va ser.
2. Tots els tipus bàsics dels éssers vius, inclòs l'home, van ser fets per actes creatius directes de Déu durant la Setmana de la Creació descrita en el Gènesi. Qualsevol dels canvis biològics que s'han produït des de Setmana de la Creació s'han aconseguit només pels canvis en els tipus creats originalment.
3. El gran diluvi descrit en Gènesi, comunament conegut com el Diluvi de Noè, va ser un esdeveniment històric en tot el món en tota la seva extensió i efecte.
4. Som una organització d'homes i dones cristians de ciència que acceptem a Jesucrist com el nostre Senyor i Salvador. El relat de la creació especial d'Adam i Eva com un home i una dona i la seva posterior caiguda en pecat és la base de la nostra creença en la necessitat d'un Salvador per a tota la humanitat. Per tant, la salvació només pot venir a través d'acceptar a Jesucrist com el nostre Salvador.